# Rotenon
Rotenon, de triviale naam voor (2R,6aS,12aS)-1,2,6,6a,12,12a-hexahydro-2-isopropenyl-8,9-dimethoxychromeno[3,4-b]furo(2,3-h)chromen-6-on, is een organische verbinding met als brutoformule C23H22O6. De stof komt voor als kleurloze kristallen, die onoplosbaar zijn in water. De stof werd in 1933 ontdekt als insecticide.

## Toepassingen
Rotenon wordt gebruikt als pesticide, insecticide en piscicide. Het wordt vooral ingezet ter bestrijding van de poelslak (Lymnaea stagnalis). De stof valt de mitochondria in de neuronen aan, waardoor het diertje sterft. Handelsnamen van de stof zijn onder andere: Barbasco, Canex, Derrin, Dri-Kil, Fish-Tox, Noxfire, Rotacide, Rotocide, Synpren en Tubatoxin.
Omdat rotenon een van nature voorkomende stof is, is het doorgaans toegestaan als bestrijdingsmiddel in de biologische landbouw. In de Nederlandse biologische landbouw is het middel echter niet toegestaan.

## Voorkomen
Rotenon komt van nature voor in enkele plantensoorten, voornamelijk uit het geslacht Lonchocarpus en Derris (beide uit de Vlinderbloemenfamilie):
- Tephrosia virginiana
- Lonchocarpus utilis
- Lonchocarpus urucu
- Derris elliptica
- Derris involuta
- soorten uit het geslacht Duboisia
- Koningskaars (Verbascum thapsus)
- Mundulea sericea
- Piscidia piscipula

## Toxicologie en veiligheid
Rotenon is een inhibitor van de oxidatieve fosforylering in mitochondriën door te binden aan het NADH:ubiquinone oxidoreductase complex.
De stof ontleedt bij verbranding, met vorming van irriterende dampen.
De stof is irriterend voor de ogen, de huid en de luchtwegen. De stof kan effecten hebben op het centraal zenuwstelsel, met als gevolg stuiptrekkingen en een verzwakte ademhaling.
Herhaald of langdurig huidcontact kan een huidontsteking veroorzaken. Rotenon kan effecten hebben op de nieren en de lever.